# Philodendron hastatum
Philodendron hastatum là một loài thực vật có hoa trong họ Ráy (Araceae). Loài này được K.Koch & Sello miêu tả khoa học đầu tiên năm 1855.